# 2009 في كندا
فيما يلي قوائم الأحداث التي وقعت خلال عام 2009 في كندا.

## سياسة

### تعيين في المنصب
- 2 يناير – نانسي غرين عضو مجلس الشيوخ الكندي.
- 9 يونيو – لينور زان عضو مجلس نواب نوفا سكوتيا.

## أفلام
من الأفلام التي صدرت هذه السنة في كندا:
- 1 يناير – أمريكا من إخراج شيرين دعيبس.
- 1 يناير – أميليا من إخراج ميرا ناير.
- 1 يناير – التروتسكي من إخراج جيكوب تيرني.
- 1 يناير – السيد لا أحد من إخراج جاكو فان دورميل.
- 1 يناير – العمى من إخراج فرناندو ميريليس.
- 1 يناير – القضية 39 من إخراج Christian Alvart [الإنجليزية]‏.
- 1 يناير – بوش من إخراج Paul McGuigan (director) [الإنجليزية]‏.
- 1 يناير – ذي روكر من إخراج بيتر كاتانيو.
- 14 مايو – ليلة في المتحف 2 من إخراج شون ليفي.
- 24 يوليو – اليتيمة من إخراج جومي كوليت سيرا.[1]
- 6 أكتوبر – سبلايس من إخراج فينتشنزو ناتالي.
- 9 أكتوبر – وقت القاهرة من إخراج ربا ندا.
- 12 نوفمبر – 2012 من إخراج رولان إيميريش.[2]

## برامج ومسلسلات وأنمي
- ماني الحرفاني
- كارل وكارل

## موسيقى

### ألبومات
من الألبومات التي صدرت هذه السنة في كندا:
- 1 يناير – مي بلان من غناء نيللي فرتادو.

## وفيات

### يناير
- 12 يناير – روس كونواي (مواليد 1913)[3]

### فبراير
- 18 فبراير – هاري غوف (مواليد 1922) فيزيائي كندي.

### مارس
- 13 مارس – تست (مواليد 1975) مصارع محترف كندي.[4]

### يونيو
- 15 يونيو – ألان كينغ (مواليد 1930) مخرج أفلام كندي.[5]

### يوليو
- 9 يوليو – رون كينيدي (مواليد 1953) لاعب هوكي جليد كندي.[6]
- 28 يوليو – دونالد روب (مواليد 1929) لاعب هوكي جليد كندي.

### أغسطس
- 5 أغسطس – جيرالد كوهين (مواليد 1941) فيلسوف كندي.[7]

### أكتوبر
- 28 أكتوبر – تايلور ميتشيل (مواليد 1990) مغنية كندية.[8]